# Lilly Maxwell
Lilly Maxwell (c.1800-1876) fue una sufragista británica que se dice fue la primera mujer en votar por los sufragistas de la campaña en Mánchester. Esto dio lugar a un importante caso de prueba en la Corte de Peticiones Comunes.

## Vida
Maxwell nació alrededor del año 1800. Era dueña de una tienda en Mánchester y por lo tanto podría haber votado si fuera un hombre. Su nombre apareció en la lista de votantes de Mánchester. No fue la primera mujer en votar, pero en este caso fue alentada por Lydia Becker para ser un caso de prueba. Los registros muestran que las mujeres habían votado en Gran Bretaña, incluyendo tal vez treinta en Lichfield en 1843. Eran mujeres que poseían propiedades y dirigían hogares como Maxwell. Maxwell tenía una tienda que vendía una gama de productos, desde vajilla hasta arenques rojos.El oficial que regresó permitió que Maxwell votara en el Ayuntamiento de Chorlton. Maxwell votó por Jacob Bright, que apoyaba la causa sufragista. Becker animó a otras 5.346 mujeres cabeza de familia a solicitar que sus nombres aparecieran en las listas electorales. Estas reclamaciones fueron presentadas en el Tribunal de Peticiones Comunes por Sir John Coleridge y Richard Pankhurst en Chorlton contra Lings el 2 de noviembre de 1868. La ley no era clara, ya que la legislación pertinente no incluía la palabra "hombres" sino que utilizaba el ambiguo término "hombre". El caso dictaminó que las mujeres no podían votar en las elecciones británicas.
Maxwell murió en 1876 habiendo sido obligado a entrar en el asilo.